# Amora (Seixal)
Amora é uma cidade portuguesa sede da Freguesia da Amora no Município do Seixal. A freguesia da Amora tem 27,31 km² de área e 49 345 habitantes (censo de 2021), tendo, por isso, uma densidade populacional de 1 806,8 hab./km².

## História
A história da Amora começa no tempo em que o Seixal se formou, no tempo dos Romanos, onde se faziam trocas entre as duas povoações, sendo uma povoação mercante. Após as invasões árabes em 790, Amora era uma zona de Quintas com vastas hortas, principalmente com vinhas e amoreiras (provavelmente originou o nome "Amora"), no qual se mantiveram até ao fim da construção da Ponte 25 de Abril em 1966, conservando nas atuais ruas, o seu antigo nome.
Já é referenciada em 1384, na Crónica de D.João I, obra do cronista Fernão Lopes. O escriba do rei refere-se a Amora quando localiza as galés do Mestre de Avis, então abrigadas no braço do rio Tejo entre o Seixal, Arrentela e Amora.
Data deste período o aparecimento do primeiro núcleo populacional desta zona, situado em Cheira Ventos, na zona hoje conhecida como Talaminho.
Aquando do foral do Seixal, em 1836 pela rainha D. Maria II, a localidade de Corroios sempre fez parte da freguesia da Amora até se tornar Vila em 1993, tornando-se uma freguesia independente da Amora, partilhando traços comuns com Almada e Amora.
A Família Real visitava com alguma frequência a freguesia de Amora, nomeadamente o palácio do Príncipe D. Augusto, filho de D. Maria II, que se localiza perto da Quinta da Princesa, no local da quinta original, do século XVIII, local onde el-Rei D. Carlos caçava e passava momentos de vilegiatura. Mais recentemente, no século XX, ocorreu uma urbanização rápida, com vinda de gente algarvia e alentejana em 1966. Tal como ocorreu na cidade de Almada, logo após o 25 de Abril, a população residente aumentou exponencialmente, os negócios e a economia em geral, convertendo-se numa vila e depois cidade com vida e atividade muito próprias. Com a chegada de muitos retornados à metrópole e refugiados das ex-colónias, africanos e caucasianos, a população aumentou consideravelmente. Os novos habitantes instalaram-se maioritariamente nas proximidades do Parque Urbano das Paivas, "pulmão verde" da Amora, na Cruz de Pau, na Atalaia e Quinta da Princesa. Após a queda do comunismo em finais da década de 1980 e início da década de 1990, uma vaga de imigrantes da Europa de Leste chegou ao país, nomeadamente ucranianos e russos. Além destes, habitam na fregusia pessoas de várias origens, destacando-se: brasileiros, guineenses, angolanos, ciganos, cabo-verdianos, indianos e moçambicanos de origem indiana e chineses como as maiores comunidades.
Com lugares desta freguesia foi criada em 1976 a Freguesia de Corroios e em 1993 a Freguesia de Fernão Ferro.
A povoação sede da freguesia e que lhe deu o nome foi elevada à categoria de vila a 30 de junho de 1989 e à categoria de cidade em 20 de maio de 1993.

## Localização e características
A Freguesia de Amora possui uma grande área banhada por dois braços do rio Tejo (um que termina a nordeste, em Almada e o outro a sul, na Torre da Marinha) facilitando o contacto com o exterior por via fluvial. Por via terrestre foi sempre um ponto de passagem importante entre Cacilhas e uma parte da Margem Sul (Azeitão, Setúbal e Sesimbra), funcionando como parte do corredor que liga a capital ao sul do País.
A Freguesia de Amora pertence ao município do Seixal. É limitada a norte pela enseada do rio Tejo, a oeste pela Freguesia de Corroios, a sul pelo município de Sesimbra e a este pela enseada do Tejo, rio Judeu e Freguesia de Arrentela.
A freguesia de Amora contem integralmente a Cidade de Amora (localidades de Amora e Cruz de Pau) e os Foros de Amora. Contém ainda uma parte significativa da localidade de Belverde.

## Demografia
Nota: Com lugares desanexados desta freguesia foi criada em 1976 a freguesia de Corroios e em 1993 a freguesia de Fernão Ferro.
A população registada nos censos foi:
| Distribuição da População por Grupos Etários | Distribuição da População por Grupos Etários | Distribuição da População por Grupos Etários | Distribuição da População por Grupos Etários | Distribuição da População por Grupos Etários |
| -------------------------------------------- | -------------------------------------------- | -------------------------------------------- | -------------------------------------------- | -------------------------------------------- |
| Ano                                          | 0-14 Anos                                    | 15-24 Anos                                   | 25-64 Anos                                   | > 65 Anos                                    |
| 2001                                         | 8550                                         | 7921                                         | 29777                                        | 4743                                         |
| 2011                                         | 7459                                         | 5640                                         | 27623                                        | 7907                                         |
| 2021                                         | 6919                                         | 5539                                         | 25381                                        | 11506                                        |

## Festas
As festas em honra de Nossa Senhora do Monte Sião ocorrem em agosto. O seu momento alto ocorre com a procissão e a bênção das embarcações e do rio, a 15 de agosto.

## Património
- Moinho da Passagem[9]
- Moinho da Torre
- Moinho do Capitão[10]
- Moinho do Galvão[11]
- Coreto
- Casa da família Carvalho
- Quinta da Princesa e Infanta
- Antigas fábricas de vidro e garrafões
- A zona ribeirinha e todo o casario operário, aqui edificado no século XIX e XX
- Igreja de Nossa Senhora do Monte Sião
- Hotel do Muxito

## Escolas e Jardins de Infância
Amora tem diversas escolas do primeiro ciclo do ensino básico, bem como as escolas dos segundo e terceiro ciclos e ainda as Escolas Secundárias, e elas são:
- EB1 Amora
- EB1 Quinta das Inglesinhas
- EB1 Infante D. Augusto
- EB1 Quinta da Medideira
- EB1 Quinta da Princesa
- EB1 Paivas
- EB1 Cruz de Pau
- EB1 Foros de Amora
- EB1 Quinta das Sementes
- EB1 Fogueteiro
- EB1 Quinta de Santo António
- EB1 Quinta do Conde de Portalegre
- Jardim de Infância da Quinta das Sementes
- Jardim de Infância Infante D. Augusto
- Jardim de Infância da Quinta da Medideira
- Jardim de Infância da Quinta das Inglesinhas
- Jardim de Infância da Quinta da Princesa
- Jardim de Infância do Fogueteiro
- Jardim de Infância da Quinta de Stº. António
- Jardim de Infância do Conde de Portalegre
- Jardim de Infância dos Foros de Amora
- Escola Básica 2/3 Ciclos Pedro Eanes Lobato
- Escola Básica 2/3 Ciclos da Cruz de Pau
- Escola do 2/3 Ciclos Paulo Gama
- Escola Secundária de Amora
- Escola Secundária Manuel Cargaleiro

## Coletividades e Associações
- Amora Futebol Clube, fundado em 1921
- Artes - Associação Cultural do Seixal
- Associação Desportiva Cultural Azinhaga das Paivas
- Associação Humanitária de Bombeiros Mistos de Amora
- Associação Naval Amorense
- Associação Veteranos Amora Futebol Clube
- Associação Unitária Reformados Pensionistas e Idosos de Amora
- Associação de Reformados Idosos da Freguesia de Amora
- Associação de Reformados Pensionistas e Idosos do Fogueteiro
- Centro Cultural Desportivo das Paivas
- Clube ADC Fenix
- Clube Desportivo Rec. Águias Unidas
- Clube Desportivo Recreativo do Fogueteiro
- Clube Desportivo Asas do Milénium
- Clube Recreativo da Cruz de Pau
- Clube de Canoagem de Amora
- Clube de Ténis de Mesa da Amora
- Clube de Atletismo de Amora
- Dojo Ipon CADEQ
- Grupo 254 da Associação dos Escoteiros de Portugal
- Grupo Desportivo Correr D’Àgua
- Grupo Desportivo Cult.Rec.Qtª.Princesa
- Grupo Rec. Cultural “Cariocas Futebol Clube"
- Lubatos Voley
- Mensageiro da Poesia
- Moto Clube do Seixal
- Grupo Motard "Os Lusitanos"
- Núcleo Naturais e Amigos da Vila de Cabeço de Vide
- Sociedade Filarmónica Operária Amorense, fundado em 1901

## Saúde
Centos de saúde - (Estado)
- Centro de saúde de Amora
- Extensão de saúde Largo do Rosinha
- Centro de saúde da Cruz de Pau

Saúde privada
- No setor privado, existe uma ampla oferta de empresas, que prestam cuidados de saúde.

Farmácias
- A freguesia de Amora tem 9 (nove) farmácias. Estas farmácias efetuam serviços permanentes.

A informação de saúde acima referida tem como fonte o Boletim das farmácias da Janela da Saúde.